# Kariús
Os Karíú ou Cariú é um povo indígena, da região Nordeste do Brasil, que se autodenominava Quincu pertencem a família indígena Cariri, e sua areá de influencia foram os estados: Ceará , Paraíba e Rio Grande do Norte da Nordeste do Brasil. Vários grupos locais ou etnias   são ramificações desta nação. No Ceará:Icó, Icozinho, Cariuane, Quixelô, Calabaça, Quixerariú, Chibata, Tocoiu, Acoci; Rio Grande do Norte:Caicó ou Curema,Caboré, Monxoró ou Mouxoró, Icosinho e na Paraíba:Curema, Icós e Icosinho. Na Históriografia, existe uma grande discussão sobre a qual grupos algumas destas tribos pertencem se é Cariri ou se é tarairiu. Quanto ao Dialeto falado provavelmente seria um de base do Dzubukuá uma vez que esses povos são procedentes do Rio São Francisco e chegaram a essa região pela Serra da Borborema.
Segundo o Intelectual Thomas Pompeu Sobrinho em sua obra publicada no Instituto do Ceará em 1967 Tapuias do Nordeste  afirma que que os Cariús ou Caririjús são os mesmos que Elias Herckman classificou de Careryjouws em sua obra "Tapuias do Nordeste" In tomo XLVIII da Revista do Instituto do Ceará,1934.
Quanto a sua a areá de abrangência dos Kariú, Carlos Studart Filho em sua obra " Os Aborígenes do Ceará" publicada pela Revista do Instituto do Ceará em  primeira parte em 1962 e Segunda parte em 1963, afirma que o território dos Kariú ou Cariú no Ceará se estendiam das ribeiras do Rio Cariús e do  Rio Bastiões até a Serra do Pereiro.
Na Região do Cariri Cearense existe a Serra do Quincuncá   localizada entre a cidades de Altaneira e Farias Brito e nesta ultima existe um Distrito denominado Quincuncá   . E é região de onde nascem os Rios Cariús e Bastiões. Este fato demostra que é verídica a  autodenominação dos Kariú de Quincú uma vez que o nome Cariú é de origem Tupi e não Cariri.